# (416400) 2003 UZ117
(416400) 2003 UZ117 est un objet transneptunien de la famille de Hauméa. 

## Caractéristiques
(416400) 2003 UZ117 mesure probablement entre 138 et 222 km de diamètre, ce qui pourrait le qualifier comme un candidat au statut de planète naine.